# Sh2-268
Sh2-268 est une nébuleuse en émission visible dans la constellation d'Orion,.
Elle est située dans la partie orientale de la constellation, à quelques degrés de la frontière avec la Licorne. Elle peut être identifiée à environ 1 ° au sud de l'étoile ξ Orionis, qui étant de quatrième magnitude, est clairement visible même à l'œil nu. Sa déclinaison n'est pas particulièrement septentrionale, ce qui signifie qu'il peut être facilement observé depuis les deux hémisphères célestes, bien que les observateurs de l'hémisphère nord soient légèrement plus avantagés. La période pendant laquelle elle atteint la plus haute altitude à l'horizon se situe entre les mois de novembre et mars.
Il s'agit d'une région H II assez grande, avec une taille apparente d'environ 1° et un diamètre effectif de plus de ∼ 70 a.l. (∼ 21,5 pc). Elle semble être composée de deux sous-régions lumineuses, cataloguées comme LBN 874, constituant la partie centrale et la plus grande, et LBN 873, cependant située à l'extérieur de la précédente et avec laquelle elle peut même ne pas avoir de réel contact physique. La distance de la région principale de la nébuleuse est estimée à environ 1 300 pc (∼4 240 al), ce qui la place à la même distance que la nébuleuse Sh2-261 et par conséquent dans le même environnement galactique, à la périphérie externe du bras d'Orion. La nébuleuse héberge des étoiles très massives, parmi lesquelles la plus massive est HD 42352, une géante bleue de classe spectrale B1III, qui est également principalement responsable de l'ionisation des gaz dans le nuage. Parmi d'autres étoiles massives, il y en a trois de la classe O9V, immergées dans une nébulosité avec des émissions dans la bande Hα.
L'amas ouvert NGC 2169 appartient également à la région, visible dans la partie nord-ouest de la nébuleuse à une courte distance de la nébuleuse par réflexion cataloguée comme vdB 71 et en association avec le nuage LDN 873. Cet amas, vieux d'environ 7,7 Ma, contient quelques étoiles de classe B responsables de l'ionisation des gaz environnants et se trouve à environ 1 032 pc (∼3 370 al), distance similaire à celle donnée, selon certaines études, à l'ensemble de la région de Sh2-268, soit environ 1 140 pc (∼3 720 al).